# Freestyle motocross
 (novembre 2018).

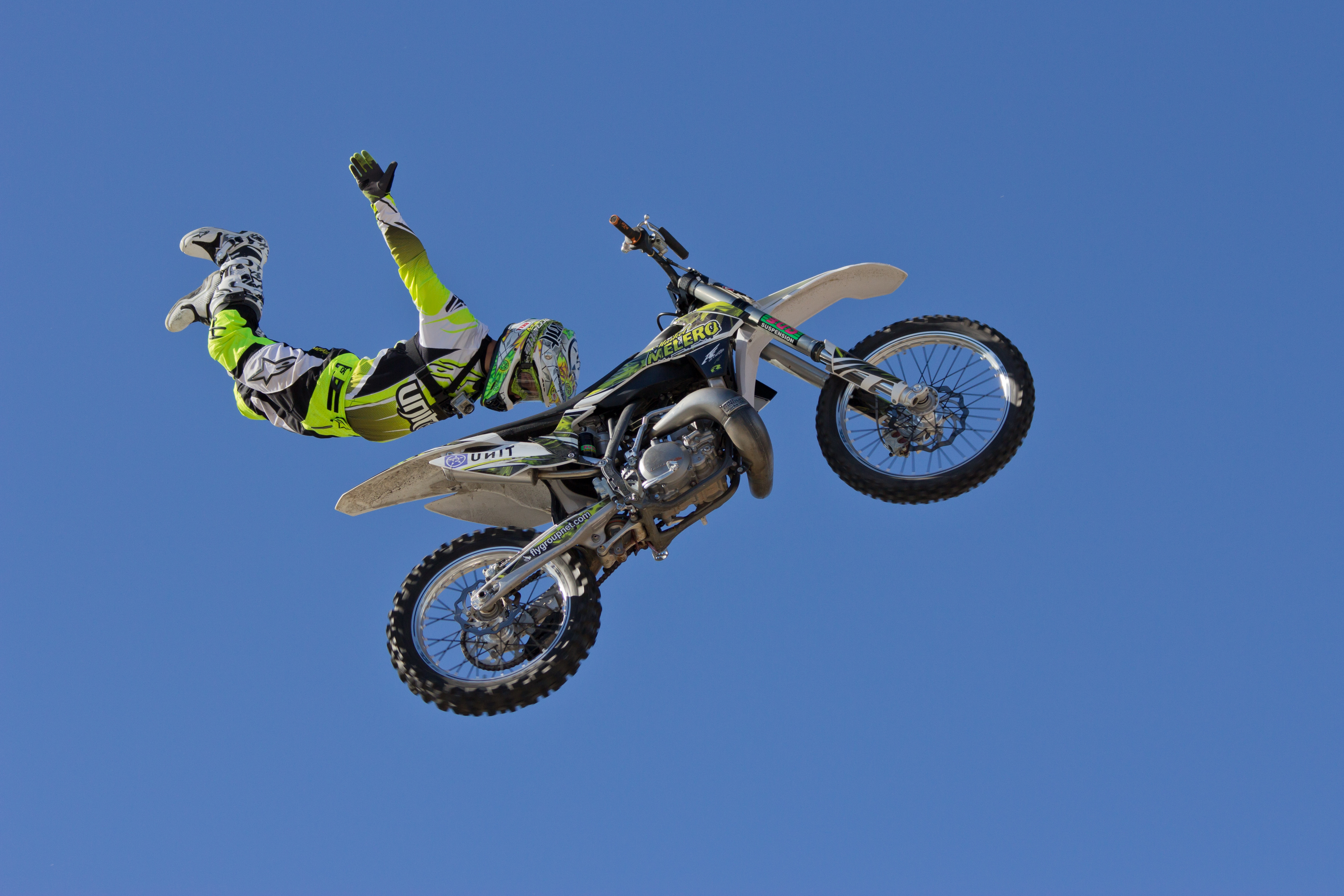
Freestyle motocross

Le freestyle motocross est un sport motocycliste consistant à effectuer des figures pendant des sauts. Un jury note chaque figure selon la difficulté et la réalisation. On utilise pour ce faire des motos de type motocross.

## Les figures

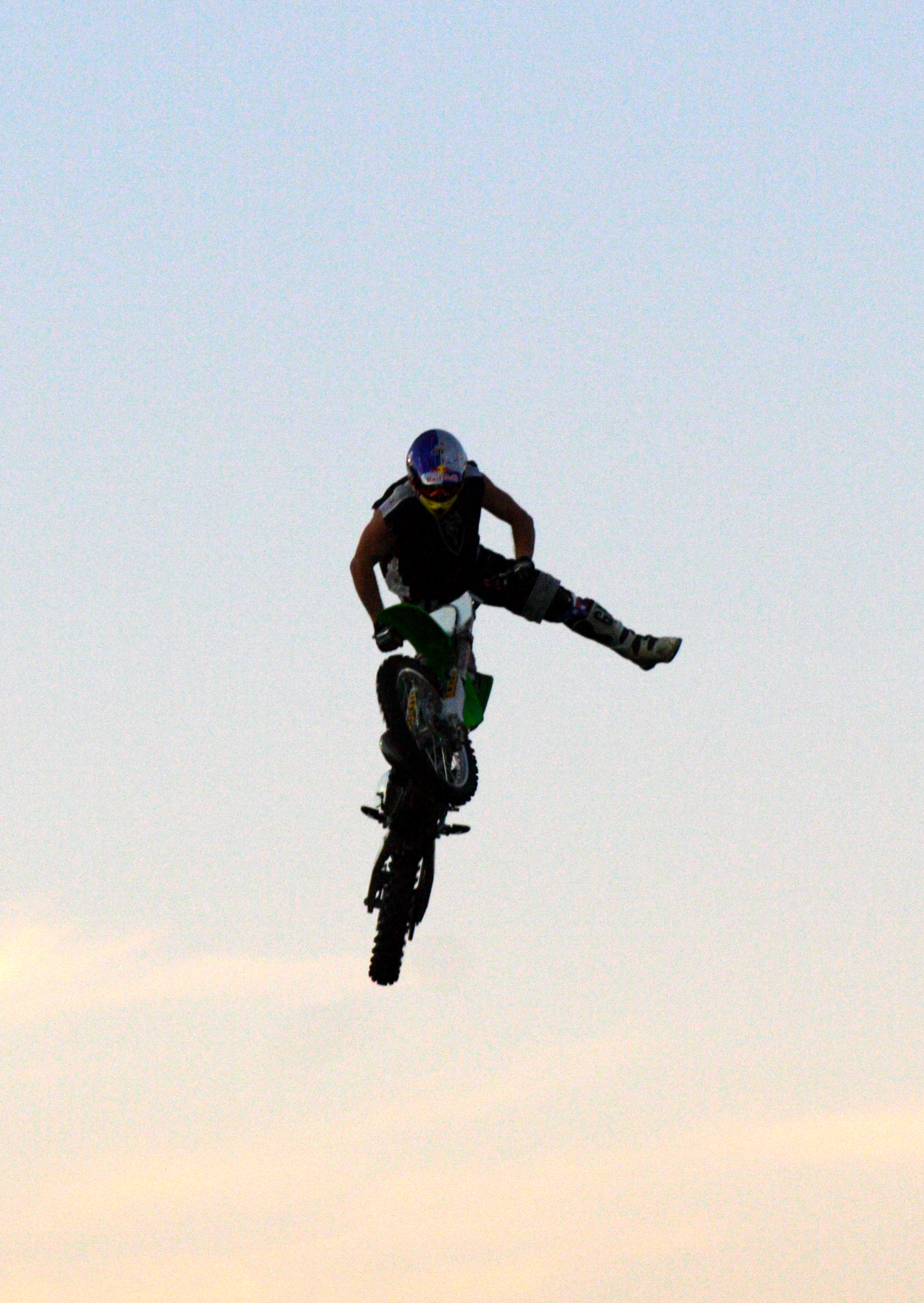

Les figures de niveau 1 : CanCan, No Hands, No Foot, Suicide Trick, Inverted Hands, Double CanCan, Rodéo NacNac, Clicker, Indian Air, Candy Bar, Fender Kiss, Fender Grab, Windsurf.
Les figures de niveau 2 : Nothing, turn down, superman, El Cordobès, Saran Wrap, Catwalk Disco CanCan, Coffin, Cliffhanger, Stalefish, Double Candy Bar, Double CanCan coast to coast, Barhop Indian air, Rock solid, Tsunami, Airwalk, BackFlip, Longflip, 360°invert, Backflip Cordobes double backflip et le electric death.

### CanCan
Le CanCan est un saut artistique fait à moto. C'est l'un des tout premiers tricks à avoir été inventés, il est facile et constitue un bon début en freestyle.
À peine la moto a-t-elle décollé que la jambe (gauche ou droite selon votre préférence) quitte son repose-pied et passe de l'autre côté de la selle. Les bras doivent être bien droits, voire tendus, afin de permettre au buste d'être bien dégagé pour passer la jambe.
Il est important de ne pas toucher la selle avec le pied, sous peine de déséquilibre et possibilité de chute. D'où l'importance de la selle creusée pour passer ce genre de tricks, ne jamais lâcher une main.

### No Foot
Ce trick fait partie des tout  premiers lorsque l'on débute en FMX, et par conséquent, il ne réclame pas vraiment de technique particulière. Assurez-vous simplement que la moto a une bonne assiette, et lâchez les pieds.
Les pieds ne doivent pas toucher les repose-pieds et ne doivent pas non plus être derrière au niveau du pot. Il faut les garder prêts car sinon on se met en position « Superman », très déconseillée pour les débutants.

### Lazy Boy
Le saut, n'est pas vraiment ce qu'on pourrait appeler un trick tranquille. En effet cette figure consiste à s'allonger sur la selle, le corps bien étiré

### Inverted Hand
« Inverted Hand » signifie « main inversée ». Le nom parle de lui-même, il s'agit d'inverser les mains du guidon. Serrez bien vos jambes, et croisez vos bras pour mettre la main droite sur la poignée gauche et vice-versa.

### Double CanCan
Autres noms : No foot Cancan
Certains riders pensent que le Double CanCan est plus facile à passer que le simple CanCan. Pour bien passer le double CanCan, entraînez-vous au « pop » (voir « débuter en FMX »). Ce pop vous permettra d'acquérir le geste pour ne pas accrocher la selle. Ce qui est fortement déconseillé ! Montez les jambes fléchies 20 cm au-dessus de la selle et tendez-les à gauche ou à droite (selon votre goût). Faites le mouvement inverse pour revenir sur vos repose-pieds.

### Rodéo
Avant de tenter un Rodéo, assurez-vous que vous avez des abdos. Lâchez une main, et pendant ce temps montez la jambe correspondant au-dessus du guidon. Attention à ne pas accrocher le guidon avec la jambe sous peine de déséquilibre incontrôlable.

### NacNac WHIP
Inventé par Jeremy McGrath, le NacNac est un des sauts qui ont marqué le motocross freestyle. Pour bien rentrer un NacNac, le mouvement est le suivant : prenez l'appel légèrement de travers (tirez un peu à droite si vous voulez tendre la jambe droite), et dès que la moto a décollé levez la jambe en tirant (légèrement) sur le guidon (un peu à la façon d'un Aerial). La moto va se coucher naturellement, et à ce moment tendez la jambe vers l'extérieur. Ce mouvement va redresser la moto. Ramenez votre jambe pour le retour, comme si vous grimpiez sur votre moto.

### NacNac
Le NacNac peut se faire aussi sans faire whiper la moto… D'ailleurs comme son nom l'indique c'est l'inverse du cancan (CanCan ⇒ NacNac : il suffit de le lire à l'envers).
La meilleure solution pour y parvenir c'est d'essayer de le faire en LookBack (en regardant derrière) ceci facilite la sortie du pied, en rendant le mouvement plus fluide. Mais ce n'est pas le plus dur car il ne suffit pas seulement de balancer le pied en arrière, car le pied gauche aussi est là. À part de servir d'appui, il faut placer juste la pointe sur le cale-pied ; ainsi il pourra exécuter une petite rotation, ce qui donnera plus d'aisance et d'amplitude par la suite.

### HeelClicker
Le Clicker est l'un des premiers tricks de FMX à avoir été inventé. Il n'y a pas besoin d'une très grande souplesse, au contraire, avec un peu d'entraînement il passera. Le but consiste à faire taper ses pieds par devant la moto, en contournant ses bras par l'extérieur. Et si possible pour une meilleure esthétique de cette figure, la passer en exécutant le POP.

### Candy bar
Pour les articles homonymes, voir Candy bar.
Avant de rentrer un Candy Bar, assurez-vous que vous êtes bien équipé d'un guidon sans barre, c'est plus facile pour passer le pied. Assez dur à rentrer mais avec de l'expérience…

### Fender Kiss
Un des premiers tricks à avoir été inventés, le Front Fender Kiss représente une difficulté supplémentaire, dans le sens où il faut modifier l'assiette de la moto pour le passer.
Dès le décollage, tirez légèrement sur le guidon pour cabrer la moto. Tout en tirant sur le guidon, avancez votre corps et votre tête au-dessus du garde-boue, puis collez le nez de votre casque sur le bout de ce dernier.
Pour le retour, poussez sur le guidon pour remettre la moto à plat. Ce mouvement va vous permettre de vous repositionner correctement en vue de la réception. On peut aussi parler de kiss of death soit le « baiser de la mort », belle figure et très impressionnante.

### Fender Grab
Le mouvement du Fender Grab se rapproche de celui du Fender Kiss. Pour bien passer le trick, il est nécessaire de donner à la moto une position légèrement plus verticale.
Dès le décollage, tirez légèrement sur le guidon et avancez votre buste en même temps que la moto se lève, puis attrapez le garde-boue avant. Attention de ne pas faire de mouvement trop brusque, un déséquilibre général est vite arrivé. Pour le retour, lâchez le garde-boue en le repoussant vers le bas (pas trop fort), et fléchissez vos jambes (serrées contre la moto). Ce mouvement va remettre la moto en position normale, vous n'avez plus alors qu'à rattraper le guidon et à vous poser en douceur.

### Windsurf
Inventé par Edgar Torronteras, ce trick est assez proche du Double CanCan. Avant de le rentrer, assurez-vous que vous maîtrisez bien le « pop ».
Servez-vous de l'impulsion de la moto au décollage pour monter vos pieds au-dessus de la selle, puis tourner le corps et poser (en douceur !) les pieds joints sur la selle. La principale difficulté de ce trick est dans le fait qu'il ne faut surtout pas appuyer avec les pieds sur la selle, la moto partirait complètement en vrac et là, il n'y a plus qu'à tout lâcher. Pour le retour, faites le mouvement inverse en utilisant vos abdos et vos bras.

### Backflip

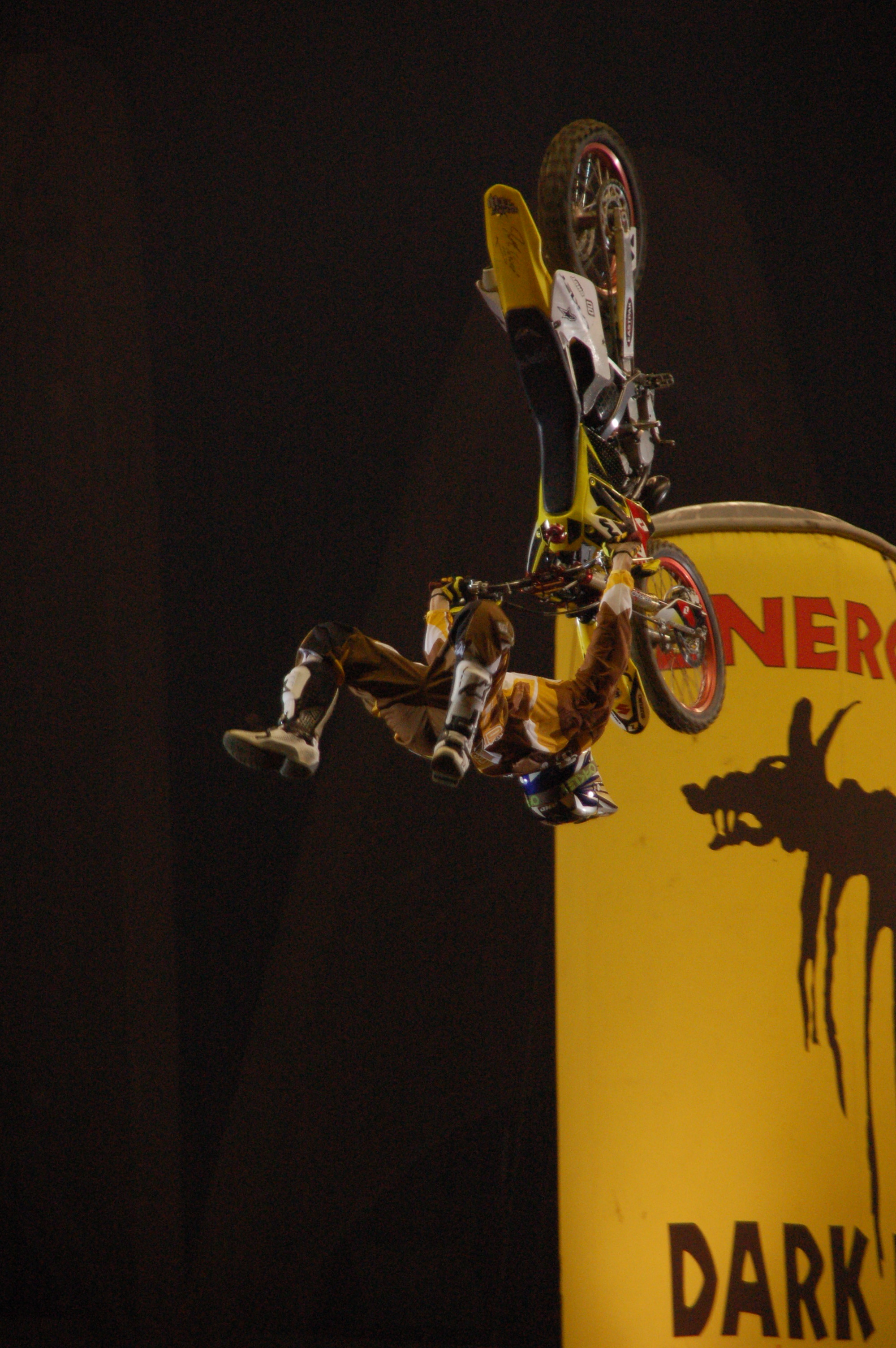
Freestyler en Backflip - Kiss of Death

Carey Hart est le premier rider à réussir ce trick, puis Renaud le Goff est le premier européen (et 3e mondial) à avoir réussi le backflip en compétition. Le backflip est une figure très difficile à réaliser car il s'agit d'un saut périlleux arrière, toute la difficulté de la figure réside en deux points, premièrement garder son alignement, deuxièmement prendre une impulsion la plus forte et se lancer les épaules et la tête en arrière le plus violemment possible.
Il existe désormais des variantes comme le backflip-no-foot (sans les pieds), le lâcher de guidon, etc., et il existe aussi le double backflip (réalisé par Travis Pastrana), ainsi que le backflip cordobès rentré par Adam Jones.

### 360
Le 360 est la figure est en vogue actuellement aux entraînements et en compétition. Il s'agit cette fois de faire un backflip en pivoter intégralement sur soi même avant de redescendre, et si possible de ne reprendre un parfait alignement. Aujourd'hui certains pilotes arrivent à faire des variantes sur cette figure très dangereuse comme le 360° No hand, 360° No foot, 360° NacNac.

### Underflip
Figure inventée par Mat Rebeaud aux X-Games. Elle est combinée d'un backflip whipé avec un NacNac, sa description et sa réalisation sont assez complexe vu qu'elle est constituée de trois figures plus ou moins simultanées. Le nom donné par Mat à cette figure était « Air Mat », mais c'est finalement « underflip » qui a été retenu.

### Double Backflip
Travis Pastrana a été le premier à faire cette figure en compétition aux X-Games en 2006. Très peu de pilotes maitrisent cette figure qui consiste à faire une double rotation arrière.

### Tour d'appui avant
Florent Delomez a été le premier à effectuer cette figure lors de l'EPIC 1982 à Rungis, France.
Bremond Alexis et Bleriot Loick, membres du Banana, l’effectuent en duo lors de l'EPIC 1986 au Texas. Gasselin Maximilien et Thoret Jean-Vincent, deux anciens gymnastes, leur remettent le prix du freestyle d'or.

### Frontflip
Le frontflip consiste à faire une rotation avant. Il a d'abord été tenté par Jim Dechamp aux X-Games 14, mais la réception fut imparfaite. Néanmoins, quelque temps plus tard, le Français Charles Pagès (frère de Thomas Pagès) réussi lui aussi le frontflip mais chuta à l'arrivée aux Supercross de Paris Bercy ce qui arrêta sa carrière.

## Galerie

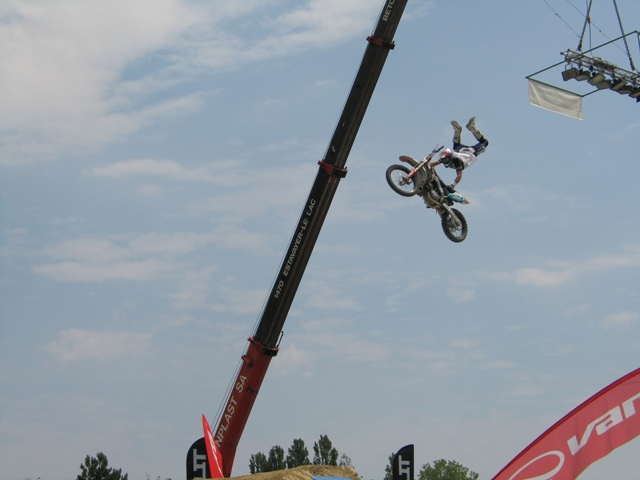
Démonstration de FMX à Estavayer-le-Lac, 27 juin 2004
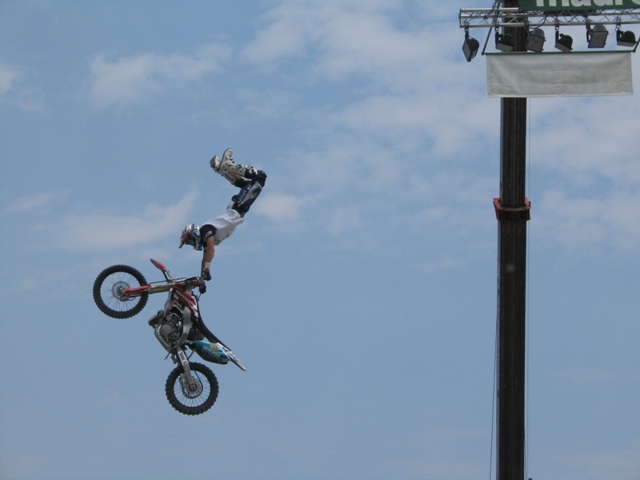
Démonstration de FMX, 27 juin 2004
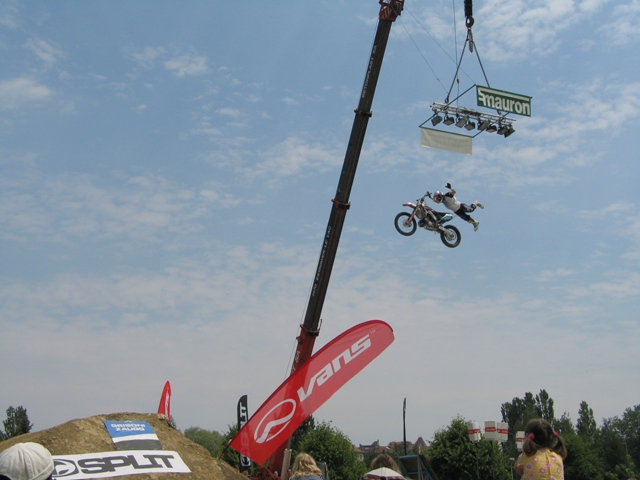
Démonstration de FMX, 27 juin 2004
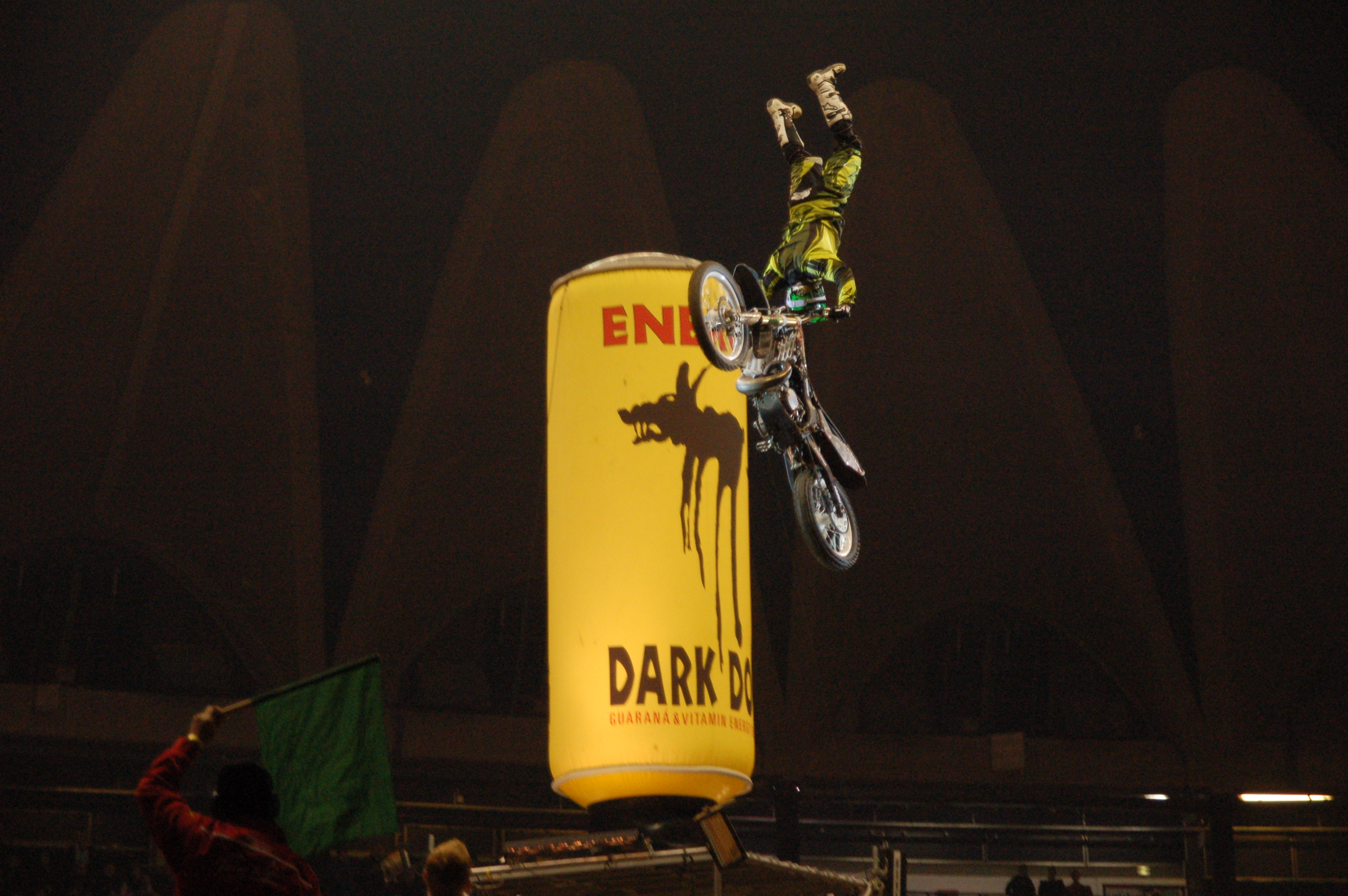
Démonstration de FMX, Supercross Indoor de Lyon, décembre 2007
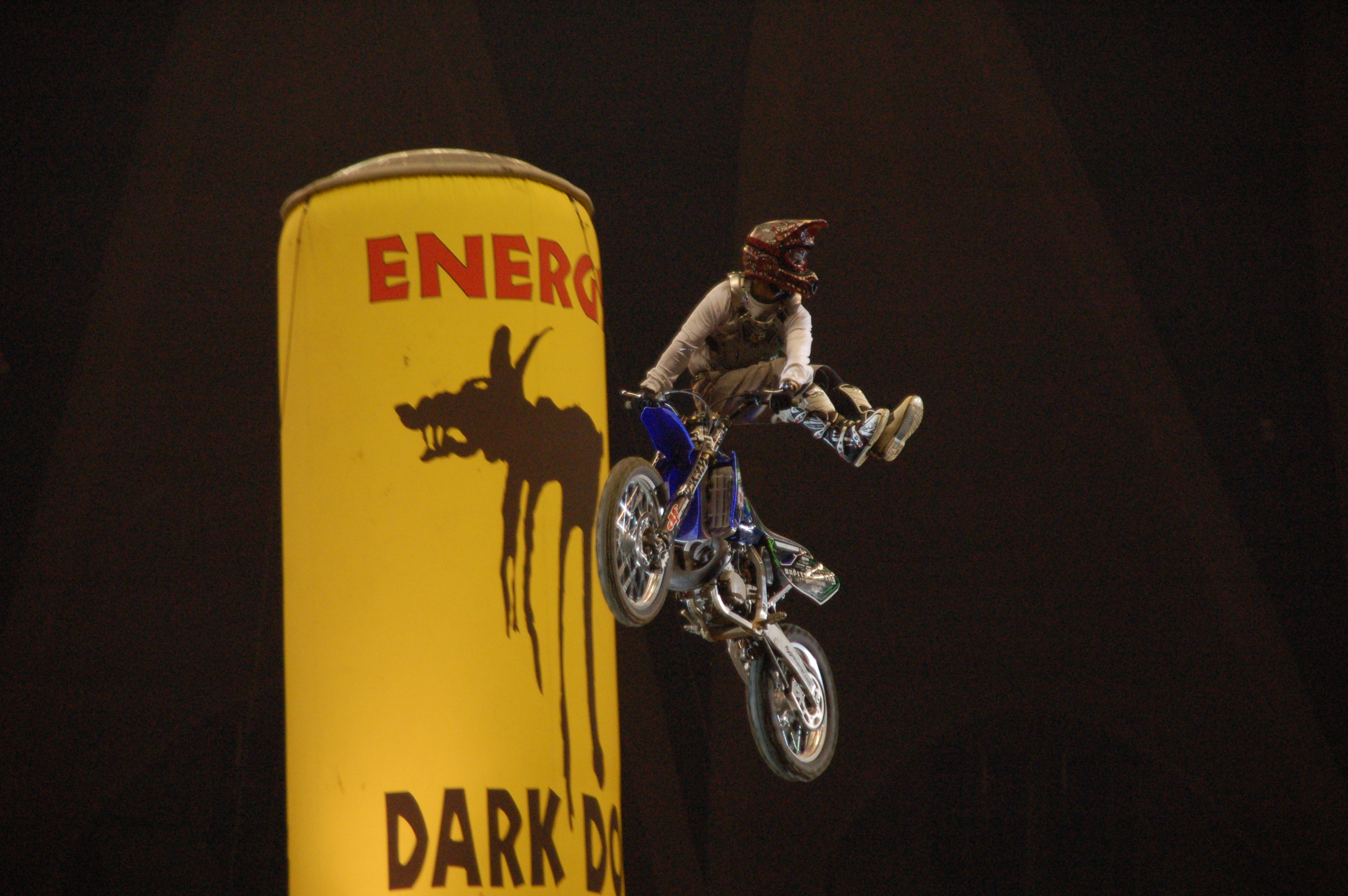
Démonstration de FMX, Supercross Indoor de Lyon, décembre 2007
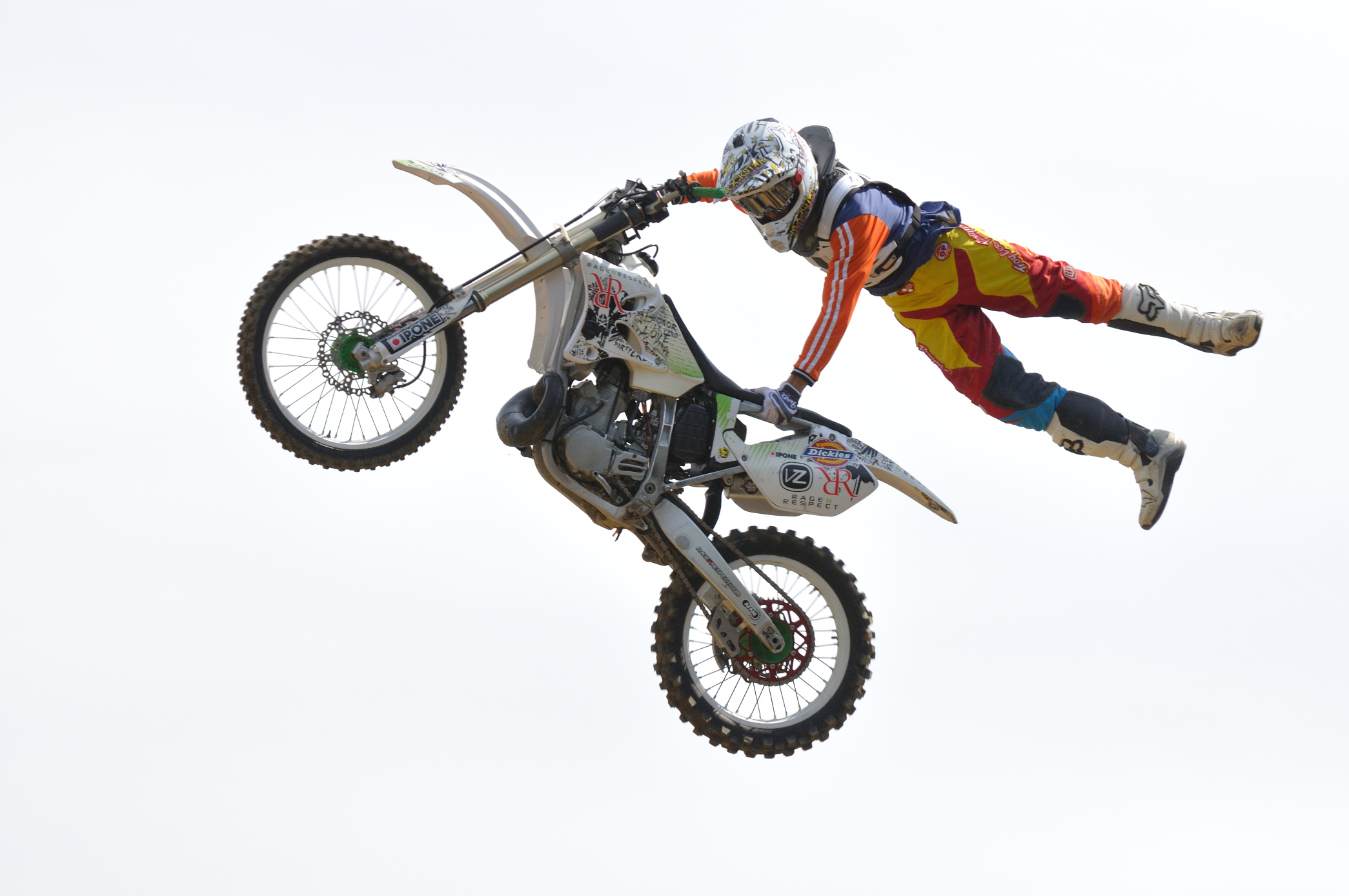
Freestyle dans une compétition à Barbechat. Mai 2014.

Chauché France 30 et 31 août 1997 1er show international de freestyle motocross outdoor avec Mike Metzger USA, Edgar Torronteras ESP, Xavier Fabre
France Fred Hedman Suède, Jérémy Lamblin France